# Acroclisoides quintus
Acroclisoides quintus är en stekelart som beskrevs av Xiao och Huang 2000. Acroclisoides quintus ingår i släktet Acroclisoides och familjen puppglanssteklar. Inga underarter finns listade i Catalogue of Life.